# It Takes a Woman's Love (To Make a Man)
«It Takes a Woman's Love (To Make a Man)» es una canción de la banda estadounidense de rock progresivo Kansas y se localiza originalmente en el tercer álbum de estudio llamado Masque, que fue lanzado por la disquera Kirshner Records en 1975.    Fue publicado como sencillo en el mismo año por la misma discográfica. Este tema fue compuesto por el cantante y teclista Steve Walsh.
Al igual que su antecesor, «It Takes a Woman's Love (To Make a Man)» fue lanzado como un sencillo promocional, pero del disco Masque y por ello viene la misma canción en ambas caras del vinilo.  Sin embargo, en el lado A viene este tema en sonido estereofónico, mientras que en el lado B está en calidad monoaural.
Según el crítico de Allmusic, Bret Adams, especifica que ««It Takes a Woman's Love (To Make a Man)» es el tema inicial y además atípica del resto del disco».  También menciona que «la canción es claramente sencilla pero con una melodía pop/rock que está aderezado con algunas notas de saxofón», del que se encarga Earl Lon Price.

## Lista de canciones

### Lado A
| Side one |                                                            |              |               |          |  |
| N.º      | Título                                                     | Escritor(es) | Voz principal | Duración |  |
| 1.       | «It Takes a Woman's Love (To Make a Man)» (sonido estéreo) | Steve Walsh  | Steve Walsh   | 2:59     |  |

### Lado B
| Side one |                                                              |              |               |          |  |
| N.º      | Título                                                       | Escritor(es) | Voz principal | Duración |  |
| 1.       | «It Takes a Woman's Love (To Make a Man)» (sonido monoaural) | Steve Walsh  | Steve Walsh   | 2:59     |  |

## Créditos

### Kansas
- Steve Walsh — voz y teclados
- Kerry Livgren — guitarra, teclados y clavinet
- Robby Steinhardt — violín y coros
- Rich Williams — guitarra
- Dave Hope — bajo
- Phil Ehart — batería y percusiones

### Músico adicional
- Earl Lon Price — saxofón